# 2005 日本女子サッカーリーグ
2005 日本女子サッカーリーグ（L・リーグ／なでしこリーグ）は、2005年4月から11月まで開催。17シーズン目となる今大会、1部リーグ(L1)には2部リーグ(L2)から昇格の岡山湯郷Belleを加えた8チーム、L2はL1から降格の大原学園JaSRA女子サッカークラブと新規参入のINACレオネッサを加えた7チームで編成。両リーグともに3回戦総当たりで行われた。

## 概略
この年のL・リーグは女子サッカーに対する盛り上がりを反映してか、いろんな変化が活発に起こった。まずYKK AP東北女子サッカー部フラッパーズが東京電力に移管され、福島県のJヴィレッジを拠点とする東京電力女子サッカー部マリーゼ（呼称：TEPCO（テプコ）マリーゼ）に生まれ変わった。さらに、さいたまレイナスが本拠地を同じとするJリーグの浦和レッドダイヤモンズの傘下となり浦和レッドダイヤモンズ・レディース（呼称：浦和レッズ・レディース）になった。
また日テレ・ベレーザにTASAKIペルーレFCから川上直子が田崎真珠を退職により移籍したが、入れ替わるかのように下小鶴綾が田崎真珠への就職によりスペランツァF.C.高槻から移籍した。その一方でスペランツァでは日本の女子サッカーに長年貢献した高倉麻子の引退があり、なでしこジャパンの守護神・山郷のぞみが一時期、アメリカのアマチュアトップリーグ「Women's Premier Soccer League(WPSL)」の「カリフォルニアストーム(California Storm)」に9月まで移籍したのち浦和レッドダイヤモンズ・レディースへ加入した。
シーズン開幕一週間前の4月3日には、前年のL･リーグ優勝チームの浦和レッドダイヤモンズ・レディース（さいたまレイナス改め）と皇后杯全日本女子サッカー選手権大会優勝チームの日テレ・ベレーザが対戦する「なでしこスーパーカップ」が行われ、日本プロサッカーリーグ（Jリーグ）のゼロックス・スーパーカップに相当する大会として、リーグ戦を前に大きく盛り上げた。
6月26日には 日テレ・ベレーザ対浦和レッドダイヤモンズ・レディース（ひたちなか市総合運動公園陸上競技場）が試験的に「有料試合」（小学生以上・前売り700円、当日800円）で行われ観客1095人が訪れた。
このシーズン、L1では日テレ・ベレーザが3シーズンぶりとなるリーグ優勝を21戦18勝3分0敗により果たし、L2では新規参入のINACレオネッサが1年目にして優勝を遂げる活躍を見せた。
個人記録では通算ゴール数を澤穂希（日テレ・ベレーザ）が110点、大谷未央（TASAKIペルーレFC）が112点とし、大竹奈美（もと日テレ・ベレーザ）の持つ歴代記録104点を大幅に更新した。
なお、この年は「L・リーグ表彰式」が男子の「Jリーグアウォーズ」同様、サポーターを招待して行われ、また「サポーターが選ぶMVP」の投票もインターネットの公式ホームページにより行われ、表彰された。

## 大会概要
- 開催期間：2005年4月9日‐11月3日
- L・リーグ1部（呼称：L1）：8チームによる3回戦総当たり。
- L・リーグ2部（呼称：L2）：7チームによる3回戦総当たり。
- 入れ替え：L1の最下位チームは翌年のL2に降格、L2の1位チームは翌年のL1に昇格する。
- 選手登録：日本サッカー協会に登録している選手で25名まで。うち「下部組織チーム」から5名まで登録することができる。外国籍選手は5名まで登録、3名まで出場できる。
- 試合時間：90分（45分ハーフ）。90分以内で勝敗が決しない場合は引き分けとする。
- 順位：各リーグごとに全試合が終了した時点で、勝ち点（勝利3点、引分1点、敗戦0点）の多いチームを上位として決定する。勝ち点の合計が同じ場合は以下の順序で決める。

1. 全試合の得失点差
2. 全試合の総得点数
3. 直接対決の成績（1.勝ち点2.得失点差）
4. 順位決定戦（必要な場合のみ）

## 参加チーム

### L・リーグ1部 (L1)
- 日テレ・ベレーザ：東京都稲城市
- 浦和レッドダイヤモンズ・レディース：埼玉県さいたま市（←さいたまレイナス）
- 東京電力女子サッカー部マリーゼ：福島県双葉郡楢葉町・広野町（←YKK AP東北女子サッカー部フラッパーズ：宮城県三本木町）
- 伊賀フットボールクラブくノ一：三重県伊賀市
- スペランツァF.C.高槻：大阪府高槻市
- 宝塚バニーズレディースサッカークラブ：兵庫県宝塚市
- TASAKIペルーレFC：兵庫県神戸市
- 岡山湯郷Belle：岡山県英田郡美作町

### L・リーグ2部 (L2)
- 大原学園JaSRA女子サッカークラブ：長野県小県郡真田町
- ジェフユナイテッド市原・千葉レディース：千葉県市原市・千葉市（←ジェフユナイテッド市原レディース）
- 清水第八スポーツクラブ：静岡県静岡市
- ASエルフェン狭山FC：埼玉県狭山市
- ルネサンス熊本フットボールクラブ：熊本県熊本市
- アルビレックス新潟レディース：新潟県北蒲原郡聖籠町
- INACレオネッサ：兵庫県神戸市（新規参入）

## 成績
○：勝利　△：引き分け　●：敗戦

### L・リーグ1部 (L1)
- 開催期間：2005年4月5日‐11月3日

| 順位 | チーム                        | 日テレ         | TASAKI         | 伊賀           | TEPCO          | 浦和           | 湯郷           | 高槻           | 宝塚           | 勝点 | 勝利 | 引分 | 敗戦 |
| 1位  | 日テレ・ベレーザ              | ----           | △1-1 ○1-0 ○4-0 | △0-0 ○6-0 ○8-2 | ○2-0 ○1-0 ○2-0 | ○7-0 ○2-0 △0-0 | ○2-1 ○7-0 ○2-0 | ○8-0 ○4-0 ○7-0 | ○5-0 ○6-1 ○9-0 | 57   | 18   | 3    | 0    |
| 2位  | TASAKIペルーレFC              | △1-1 ●0-1 ●0-4 | ----           | △2-2 ○2-0 △0-0 | ○2-0 ○6-0 ○3-1 | ○2-0 ○2-1 ○6-0 | ○2-0 ○5-0 ○8-1 | ○4-1 ○4-0 ○5-0 | ○4-1 ○6-0 ○4-0 | 51   | 16   | 3    | 2    |
| 3位  | 伊賀フットボールクラブ くノ一 | △0-0 ●0-6 ●2-8 | △2-2 ●0-2 △0-0 | ----           | ●0-1 ○3-2 ○1-0 | ○1-0 ○4-1 △0-0 | ○3-1 ○2-0 ○1-0 | ○2-0 ○1-0 △0-0 | ○3-1 ○2-0 △2-2 | 39   | 11   | 6    | 4    |
| 4位  | TEPCOマリーゼ                 | ●0-2 ●0-1 ●0-2 | ●0-2 ●0-6 ●1-3 | ○1-0 ●2-3 ●0-1 | ----           | ●0-2 △2-2 ○3-2 | ○5-1 ○1-0 ○2-1 | ○2-0 ○3-2 ○2-0 | ○3-0           | 34   | 11   | 1    | 9    |
| 5位  | 浦和レッズ・レディース        | ●0-7 ●0-2 △0-0 | ●0-2 ●1-2 ●0-6 | ●0-1 ●1-4 △0-0 | ○2-0 △2-2 ●2-3 | ----           | ○3-2 ○1-0 ○2-0 | ○5-1 ○3-0 ○5-2 | ○3-1 ○4-2 ○6-1 | 33   | 10   | 3    | 8    |
| 6位  | 岡山湯郷Belle                 | ●1-2 ●0-7 ●0-2 | ●0-2 ●0-5 ●1-8 | ●1-3 ●0-2 ●0-1 | ●1-5 ●0-1 ●1-2 | ●2-3 ●0-1 ●0-2 | ----           | ○5-0 ○1-0 ○2-1 | ○3-0 ●1-2 ○1-0 | 15   | 5    | 0    | 16   |
| 7位  | スペランツァF.C.高槻          | ●0-8 ●0-4 ●0-7 | ●1-4 ●0-4 ●0-5 | ●0-2 ●0-1 △0-0 | ●0-2 ●2-3 ●0-2 | ●1-5 ●0-3 ●2-5 | ●0-5 ●0-1 ●1-2 | ----           | ○4-0 ○2-1 ○1-0 | 10   | 3    | 1    | 17   |
| 8位  | 宝塚バニーズ                  | ●0-5 ●1-6 ●0-9 | ●1-4 ●0-6 ●0-4 | ●1-3 ●0-2 △2-2 | ●0-3           | ●1-3 ●2-4 ●1-6 | ●0-3 ○2-1 ●0-1 | ●0-4 ●1-2 ●0-1 | ----           | 4    | 1    | 1    | 19   |

※宝塚バニーズのL2降格決定

### L・リーグ2部 (L2)
- 開催期間：2005年4月5日‐11月3日

| 順位 | チーム                                  | INAC            | 新潟L          | 大原学園       | AS狭山         | 市原千葉       | 清水第八       | R熊本           | 勝点 | 勝利 | 引分 | 敗戦 |
| 1位  | INACレオネッサ                          | ----            | ●1-2 ○3-2 ○5-2 | ○5-0 ○2-0 ○4-1 | ○6-4 ○6-2 ○5-0 | ○1-0 ○2-1 △1-1 | ○9-0 ○8-0 ○3-0 | ○6-1 ○5-0 ○15-0 | 49   | 16   | 1    | 1    |
| 2位  | アルビレックス新潟 レディース           | ○2-1 ●2-3 ●2-5  | ----           | △1-1 △3-3 ○3-1 | ●0-1 ○2-1 ○1-0 | ○5-1 ○1-0 ○3-0 | ○6-0 ○4-0 ○2-0 | ○3-0 ○7-0 ○7-1  | 41   | 13   | 2    | 3    |
| 3位  | 大原学園JaSRA 女子サッカークラブ        | ●0-5 ●0-2 ●1-4  | △1-1 △3-3 ●1-3 | ----           | ○1-0 ●0-1 ○3-0 | ○4-0 ●0-1 ○5-0 | ○7-1 ○3-0 ○6-0 | ○4-0 △2-2 ○7-0  | 30   | 9    | 3    | 6    |
| 4位  | ASエルフェン狭山FC                      | ●4-6 ●2-6 ●0-5  | ○1-0 ●1-2 ●0-1 | ●0-1 ○1-0 ●0-3 | ----           | ○4-2 ○2-1 ●0-3 | ○3-1 ○6-0 ○5-0 | △1-1 △2-2 ○3-0  | 26   | 8    | 2    | 8    |
| 5位  | ジェフユナイテッド 市原・千葉レディース | ●0-1 ●1-2 △1-1  | ○1-0 ●1-2 ●0-1 | ●0-4 ○1-0 ●0-5 | ●2-4 ●1-2 ○3-0 | ----           | △2-2 ○2-1 ○4-1 | ○2-1 ○1-0       | 23   | 7    | 2    | 9    |
| 6位  | 清水第八スポーツクラブ                  | ●0-9 ●0-8 ●0-3  | ●0-6 ●0-4 ●0-2 | ●1-7 ●0-3 ●0-6 | ●1-3 ●0-6 ●0-5 | △2-2 ●1-2 ●1-4 | ----           | ●2-4 ○2-1 ○1-0  | 7    | 2    | 1    | 15   |
| 7位  | ルネサンス熊本                          | ●1-6 ●0-5 ●0-15 | ●0-3 ●0-7 ●1-7 | ●0-4 △2-2 ●0-7 | △1-1 △2-2 ●0-3 | ●1-2 ●0-1      | ○4-2 ●1-2 ●0-1 | ----            | 6    | 1    | 3    | 14   |

※INACレオネッサのL1昇格決定

## 個人成績

### L・リーグ1部 (L1)
- 最優秀選手：大野忍（日テレ・ベレーザ）
- 最多得点：大谷未央（TASAKIペルーレFC） 25点
- 新人賞：丸山桂里奈（TEPCOマリーゼ）
- 敢闘賞：磯﨑浩美（TASAKIペルーレFC）
- 優秀監督賞：松田岳夫（日テレ・ベレーザ）
- フェアプレー賞：TASAKIペルーレFC

### L・リーグ2部 (L2)
- 最優秀選手：米津美和（INACレオネッサ）
- フェアプレー賞：ルネサンス熊本フットボールクラブ

### ベストイレブン
- GK：小野寺志保（日テレ・ベレーザ）
- DF：四方菜穂（日テレ・ベレーザ）、磯﨑浩美（TASAKIペルーレFC）、川上直子（日テレ・ベレーザ）、下小鶴綾（TASAKIペルーレFC）
- MF：酒井與恵（日テレ・ベレーザ）、 澤穂希（日テレ・ベレーザ）、安藤梢（浦和レッズ・レディース）
- FW：大谷未央（TASAKIペルーレFC）、大野忍（日テレ・ベレーザ）、永里優季 （日テレ・ベレーザ）

### サポーターが選ぶMVP
（特別表彰）
- 第1位：丸山桂里奈（TEPCOマリーゼ）480票
- 第2位：大谷未央（TASAKIペルーレFC）295票
- 第3位：大部由美（TEPCOマリーゼ）152票